# Studzienka Jankowicka
Studzienka Jankowicka – miejsce sakralne z ołtarzem ku czci Matki Najświętszej, grobem księdza Walentego, źródłem wody uzdrawiającej i grotą pustelnika, położone w lesie w Marklowicach w pobliżu Jankowic, Sanktuarium Najświętszego Sakramentu. Miejsce to nazwano studzienką od słowa „studzić” – „ochładzać”. Historia Studzienki Jankowickiej nawiązuje do wydarzeń historycznych opartych na podaniach ludowych dotyczących wojen husyckich i historii ks. Walentego zabitego przez Husytów w 1433 r.

## Legenda
Był rok 1433, Husyci penetrując Górny Śląsk dotarli w okolice Rybnika mordując ludność, grabiąc, niszcząc i paląc wszystko co stanęło im na drodze, a zwłaszcza zaś symbole chrześcijaństwa. W tych straszliwych czasach pewna kobieta, będąc na łożu śmierci, zapragnęła by przyszedł do niej ksiądz z posługą sakramentalną. Jej mąż nie bacząc na niebezpieczeństwo – grasujących Husytów – postanowił spełnić jej prośbę. Ostatecznie udało mu się bezpiecznie dotrzeć do kościoła. Tam poprosił proboszcza o posługę sakramentalną dla swojej umierającej żony. Do tego zadania oddelegowano ks. Walentego, człowieka bardzo świętobliwego, który na samą myśl usłużenia potrzebującej ogromnie się ucieszył. Ksiądz Walenty jako człowiek ogromnej wiary nie ukrywał, że jedzie z Najświętszym Sakramentem, dlatego też szybko dostrzegła go zgraja Husytów, którzy tylko czekali okazji by zbezcześcić symbol chrześcijaństwa. Ks. Walenty dostrzegł pędzących w jego kierunku Husytów, ale nie o swoje życie się obawiał, chciał tylko uchronić imię Jezusa od zniewagi. Nagle spostrzega dąb, a w nim wielką i przestronną dziuplę, bez namysłu chowa tam Najświętszy Sakrament. Uradowany, że Ciało Chrystusa uchronił od zniewagi, zaczął martwić się o swoje życie, jednakże było już za późno – Husyci dopadli go i zadali iście męczeńską śmierć. Z daleka przyglądał się tym zajściom mężczyzna, który gdy tylko Husyci się oddalili pochował ciało bohaterskiego księdza. Po jakimś czasie Husyci opuścili spustoszały Śląsk, więc ludność zaczęła wyłaniać się ze swych kryjówek. Historia o bohaterskim księdzu Walentym rozprzestrzeniła się szybko wśród okolicznych wsi, a w miejscu gdzie został pochowany, wytrysło źródło czystej wody, która okazała się być wodą uzdrawiającą. Od tamtej pory zaczęły tam podążać pielgrzymki wierzących by zaczerpnąć ze źródła czystej wody. Podania mówią, że tysiące ludzi zostało uzdrowionych za sprawą tejże wody. Mijały lata a nikt nie odkrył miejsca gdzie ks. Walenty ukrył Najświętszy Sakrament, aż pewnego razu pasterze spostrzegli jasność nad dębem. Powiadomili o tym pobliski lud a ci księży. Pewnego razu wybierając się tam z procesją, Najświętsza Hostia została odnaleziona. Ludzie skojarzyli ten fakt ze śmiercią nieustraszonego kapłana, który to pod obławą Husytów postanowił pojechać do chorej kobiety. Ówczesny proboszcz postawił tam krzyż upamiętniający te wydarzenia. Od tamtego czasu las, w którym znajdował się krzyż i źródło uzdrowicielskiej wody stał się miejscem licznych pielgrzymek.

## Architektura Studzienki i zarys chronologiczny
1433 – zamordowanie ks. Walentego – wytryśnięcie źródła czystej wody w miejscu jego pochówku – wzniesienie pamiątkowego krzyża
1895 – wybudowanie kaplicy ku czci Matki Boskiej (często porównywanej do Sanktuarium w Lourdes) – ówczesny ks. parafii Jankowice, Edward Bolik, składa przyrzeczenie, że jeżeli wyzdrowieje z ciężkiej choroby w miejscu pamiątkowym, zwanym Studzienką, wybuduje kaplicę ku czci Matki Boskiej. Obietnicy dotrzymał gdyż jego siły wróciły.
Kaplica składała się z ołtarza, nad nim krzyż, a w górze we wnęce wkomponowano w całość  3-metrową figurę Matki Bożej, zwanej przez pielgrzymów Najświętszą Panienką ze Studzienki i figurę Bernadety (dziewczynki, której objawiła się MB w Lourdes).
Podobieństwa do Sanktuarium w Lourdes:
1) figury Matki Boskiej i Bernadety
2) święta woda
W latach 1932–1935 – wybudowano wspaniałą grotę, powiększono kaplicę i dobudowano do niej 2 kaplice boczne. W kaplicy znajduje się rzeźba MB z Lourdes oraz rzeźba klęczącej Bernadety. W kaplicach bocznych w lewej części umieszczono figurę ks. Walentego – grób kapłana, a część prawą poświęcono Matki Bożej Zaśniętej z jej figurą w otoczeniu aniołów. Architekturę Studzienki dopełniają jeszcze 2 mniejsze groty: św. Barbary – patronki górników i tzw. grota  bezrobotnych. W obrębie sanktuarium znajduje się także 14 stacji Drogi Krzyżowej, drewniany krzyż oraz ławki dla wiernych.
Do 1949 roku oraz po 1956 roku – Studzienka była ulubionym miejscem sobotnio-niedzielnych biwaków rybnickich harcerzy
Po 1957 roku – odbywały się tam uroczystości kościelne
Po roku 2001 – Studzienka została odrestaurowana

## Pustelnik
Przed II wojną światową w Studzience (a dokładniej w jednej z jej grot) zamieszkiwał pustelnik, Izydor Mirek. W opinii publicznej był człowiekiem niezwykle pobożnym i uprzejmym. Sprzątał Studzienkę i przewodził modlitwom w trakcie pielgrzymek, utrzymywał się z datków wiernych. Ze składek pielgrzymów ufundował dzwon na potrzeby sanktuarium w Studzience.
Okres II wojny a późniejsze czasy komunizmu nie sprzyjały dalszemu kultywowaniu sanktuarium. Dziś historia Studzienki Jankowickiej i samo miejsce odchodzą w zapomnienie. Częściej spotkać tam można ludzi szukających ciszy i wytchnienia aniżeli pielgrzymki wierzących.